# NGC 6195
NGC 6195 este o hi (21cm) source⁠(d) situată în constelația Hercule. A fost descoperită în 30 mai 1791 de către William Herschel. Se află la o distanță de 138,68 de megaparseci de Pământ.